# Decarynella gracillipes
Decarynella gracillipes is een hooiwagen uit de familie Triaenonychidae.